# Южноамерикански скункс
 Тази статия е за C. chinga.  За C. semistriatus вижте Ивичест зурлест скункс.  
Южноамериканският скункс (Conepatus chinga) е вид бозайник от семейство Порови (Mustelidae).

## Разпространение и местообитание
Разпространен е в Аржентина, Боливия, Бразилия, Парагвай, Перу, Уругвай и Чили.